# Визирка
Визирка (укр. Визирка) — село, относится к Визирской ОТГ (с 2019 г.) Лиманского района Одесской области Украины.
Население по переписи составляло 1175 человек. Почтовый индекс — 67543. Телефонный код — 4855. Занимает площадь 2,84 км². Код КОАТУУ — 5122780501.

## Местный совет
67543, Одесская обл., Лиманский р-н, с. Визирка, ул. Чапаева, 48